# Charlotte Perriand
Charlotte Perriand (24. října 1903 Paříž – 27. října 1999 Paříž) byla přední francouzská architektka a designérka. Začala navrhováním modernistického nábytku pro architekta Le Corbusiera, během kariéry pak tvořila komplexní návrhy interiérů i celé budovy a komplexy. Svými návrhy se podílela na projektech jako bytový dům Unité d'Habitation, navrhla slavnou knihovnu Nuage či resort ve francouzském horském středisku Le Arcs. Ve svých inovativních návrzích díky cestování a poznávání kombinovala nejrůznější materiály včetně dřeva a ratanu, inspirovala se Japonskem a Vietnamem, kde pobývala během 2. světové války.
V roce 2009 na její počet uspořádala Nadace Louis Vuitton výstavu v stejnojmenné pařížské galerii věnované její osobě.